# Malé
Malé (Dhivehi މާލެ Male’) ist die Hauptstadt und das wirtschaftliche Zentrum der Malediven. Die 211.908 Einwohner (2022) zählende Stadt besteht aus der gleichnamigen Hauptinsel Malé im Süden des Nord-Malé-Atolls sowie aus den drei Inseln Villingili, Hulhumalé und Hulhulé, die zusammen eine Fläche von 579,8 Hektar aufweisen.

## Geschichte
Malé ist seit mehr als 800 Jahren das Zentrum des Inselstaates der Malediven. In jüngster Zeit nahmen Bevölkerung und Bedeutung der Insel derart zu, dass sie künstlich vergrößert werden musste. Über ein Viertel der heutigen Inselfläche entstanden durch Maßnahmen zur Landgewinnung. Gemäß den Bauvorschriften auf Malé darf kein Gebäude höher sein als der Turm der Hauptmoschee Male' Hukuru Miskyii, der sogenannten „Freitagsmoschee“.
Am 26. Dezember 2004 wurde Malé von einem Tsunami infolge eines Seebebens im Indischen Ozean überflutet.
Für das Jahr 2016 hat die ISESCO Malé zur Hauptstadt der Islamischen Kultur der asiatischen Region ernannt.

## Schreibweise
Schon seit vielen Jahrzehnten wird diskutiert, wie der Name der Inselhauptstadt in englischer Transkription geschrieben werden sollte. Verschiedene Schreibweisen sind in Gebrauch: Male, Malé, Male’ etc. Manche geben Malé den Vorzug, andere haben sowohl den Apostroph wie auch den Akzent fallen lassen. Die Malediven selbst schreiben die Stadt Male'.

## Stadtgliederung
Die Stadt selbst besteht aus den sechs Stadtbezirken Henveiru, Galolhu, Maafannu und Macchangolhi, Villingili und Hulhumalé. Die ersten vier Bezirke liegen auf der Hauptinsel Malé. Umgangssprachlich wird die Insel Malé mit der Stadt gleichgesetzt. Villingili, der fünfte Bezirk, liegt westlich der Hauptinsel. Hulhumalé ist eine künstliche durch Landgewinnung entstandene Insel nordöstlich der Insel Malé. Sie ist seit 2004 besiedelt und bildet den sechsten und siebten Stadtbezirk. Schließlich ist noch Hulhulé mit dem Malé International Airport als „offizielle Insel“ Teil der Hauptstadt. Eine weitere künstliche Insel ist auf dem Riff Gulhi Falhu westlich von Villingili zur Verlegung des Hafens in Planung. Bis 2010 wurde im Südosten des Riffs eine rund 10 Hektar große und 2,5 Meter hohe Insel aus Korallenmaterial vom Grund der Lagune des Riffs geschaffen.
Die Stadtbezirke mit Fläche und Bevölkerung:
| \| Nr. \| Stadtbezirk \| Fläche (km²) \| Bevölkerung VZ 2022 \| Bev.- dichte \| Koordinaten \| Bemerkung \| \| --- \| ------------- \| ------------ \| ------------------- \| ------------ \| --------------------------------- \| ---------------------------- \| \| 1 \| Henveiru \| 0,6 \| 34.012 \| 60.092 \| 04° 10′ 37,0″ N, 073° 30′ 48,0″ O \| Malé-Insel Nord und Ost \| \| 2 \| Galolhu \| 0,3 \| 28.484 \| 83.531 \| 04° 10′ 19,7″ N, 073° 30′ 42,5″ O \| Malé-Insel Südost \| \| 3 \| Machchangolhi \| 0,4 \| 27.706 \| 67.248 \| 04° 10′ 25,6″ N, 073° 30′ 30,6″ O \| Malé-Insel Süd-Zentrum \| \| 4 \| Maafannu \| 0,7 \| 47.036 \| 39.478 \| 04° 10′ 30,0″ N, 073° 30′ 16,7″ O \| Malé-Insel West \| \| 1–4 \| Malé (Insel) \| 2,0 \| 137.238 \| 68.619 \| 04° 10′ 28,0″ N, 073° 30′ 34,0″ O \| Malé-Insel \| \| 5 \| Villimalé \| 0,3 \| 6.755 \| 20.523 \| 04° 10′ 23,0″ N, 073° 29′ 06,0″ O \| Insel Villingili \| \| 6 \| Hulhumalé 1 \| 2,0 \| 35.859 \| 18.184 \| 04° 12′ 43,0″ N, 073° 32′ 26,0″ O \| Künstliche Insel \| \| 7 \| Hulhumalé 2 \| 2,2 \| 29.855 \| 13.783 \| \| Künstliche Insel \| \| – \| Hulhulé \| 3,3 \| 802 \| 241 \| 04° 11′ 30,0″ N, 073° 31′ 50,0″ O \| Insel Hulhulé mit Flughafen \| \| – \| Gulhi Falhu \| 0,1 \| — \| — \| 04° 10′ 46,0″ N, 073° 28′ 00,0″ O \| künstliche Hafeninsel im Bau \| \| \| Malé (Stadt) \| 9,9 \| 211.908 \| 21.364 \| 04° 10′ 28,0″ N, 073° 30′ 34,0″ O \| \| | Malé Hen. Gal. Mac. Maa. 5 Villingili 6 Hulhumalé ← Gulhi Falhu Hulhulé Hauptinsel Malé: Gal. = 1 Galolhu Hen. = 2 Henveiru Maa. = 3 Maafannu Mac. = 4 Machchangolhi Dho. Fun. nicht zum Stadtgebiet gehörend: Dho. = Dhoonidhoo (Gefängnisinsel) Fun. = Funadhoo |              |                     |              |                                   |                              |
| Nr. | Stadtbezirk | Fläche (km²) | Bevölkerung VZ 2022 | Bev.- dichte | Koordinaten                       | Bemerkung                    |
| 1 | Henveiru | 0,6          | 34.012              | 60.092       | 04° 10′ 37,0″ N, 073° 30′ 48,0″ O | Malé-Insel Nord und Ost      |
| 2 | Galolhu | 0,3          | 28.484              | 83.531       | 04° 10′ 19,7″ N, 073° 30′ 42,5″ O | Malé-Insel Südost            |
| 3 | Machchangolhi | 0,4          | 27.706              | 67.248       | 04° 10′ 25,6″ N, 073° 30′ 30,6″ O | Malé-Insel Süd-Zentrum       |
| 4 | Maafannu | 0,7          | 47.036              | 39.478       | 04° 10′ 30,0″ N, 073° 30′ 16,7″ O | Malé-Insel West              |
| 1–4 | Malé (Insel) | 2,0          | 137.238             | 68.619       | 04° 10′ 28,0″ N, 073° 30′ 34,0″ O | Malé-Insel                   |
| 5 | Villimalé | 0,3          | 6.755               | 20.523       | 04° 10′ 23,0″ N, 073° 29′ 06,0″ O | Insel Villingili             |
| 6 | Hulhumalé 1 | 2,0          | 35.859              | 18.184       | 04° 12′ 43,0″ N, 073° 32′ 26,0″ O | Künstliche Insel             |
| 7 | Hulhumalé 2 | 2,2          | 29.855              | 13.783       |                                   | Künstliche Insel             |
| – | Hulhulé | 3,3          | 802                 | 241          | 04° 11′ 30,0″ N, 073° 31′ 50,0″ O | Insel Hulhulé mit Flughafen  |
| – | Gulhi Falhu | 0,1          | —                   | —            | 04° 10′ 46,0″ N, 073° 28′ 00,0″ O | künstliche Hafeninsel im Bau |
| | Malé (Stadt) | 9,9          | 211.908             | 21.364       | 04° 10′ 28,0″ N, 073° 30′ 34,0″ O |                              |

- Karte mit allen Koordinaten:
- OSM |
- WikiMap

## Besiedlung
Als der britische Archäologe H. C. P. Bell 1935 Malé besuchte, beklagte er schon damals die Übervölkerung der Inselstadt, in der damals 5000 Personen lebten. Die Anzahl der Einwohner hat sich bis heute auf 211.908 (Stand: 2022) vervielfacht. Die Einwohnerzahl der Hauptstadt entspricht über 40 Prozent der Gesamtbevölkerung der Malediven.
Die Insel Malé bevölkern davon 137.238 Einwohner auf 2 Quadratkilometern. Auch um der Überbevölkerung von Malé Herr zu werden, wird seit 1997 an der künstlichen Insel Hulhumalé gearbeitet, die nordöstlich der Insel in rund 3 Kilometer Entfernung liegt. Die Freigabe zur Besiedlung erfolgte 2004. Seitdem bildet die Insel den sechsten und siebten Stadtbezirk der Hauptstadt. Auf Hulhumalé lebten 2022 über 60.000 Menschen. Malé ist heute die am dichtesten besiedelte Stadt der Welt mit 68.619 Einwohnern pro Quadratkilometer ohne Einrechnung von Hulhumalé und der Flughafeninsel Hulhule. Mit diesen Inseln beträgt die Bevölkerungsdichte der Gesamtstadt 21.364 Einwohner pro Quadratkilometer.

## Wirtschaft & Infrastruktur

### Wirtschaft
In der Hauptstadt befindet sich auch die Wertpapierbörse des Landes - die Maldives Stock Exchange.

### Infrastruktur
In Malé befinden sich die wichtigsten Krankenhäuser, alle höheren Schulen des Inselstaates, Behörden sowie die Regierung. Auch das Hauptquartier der Sicherheitskräfte der Malediven, die über kein Militär verfügen, und das Zentrum von Gewerbe und Handel befinden sich hier. Der Hafen ist ständig ausgelastet.

### Strom und Wasser
Die Versorgung mit elektrischer Energie wird in Malé, wie auch in den restlichen Malediven, von der State Electric Company Limited (STELCO) sichergestellt. STELCO betreibt dort mit einer installierten Leistung von 35 Megawatt das größte Kraftwerk der Malediven. Der Strom wird mit Hilfe von Dieselgeneratoren erzeugt, die täglich 115.000 Liter Diesel verbrauchen. Das Stromsystem von Malé beruht auf 220–240 Volt (europäischer oder britischer Stecker).
Für die Wasserversorgung und -entsorgung der Hauptstadt ist die Malé Water & Sewerage Company Pvt. Ltd (MWSC) zuständig. Das Wasser wird als Brackwasser aus 50–60 Meter Tiefe gepumpt und über Umkehrosmose gereinigt und entsalzt und anschließend mit Chlor zur Erhöhung der Haltbarkeit versetzt. Die Wasserentsorgung erfolgt dabei ohne Kläranlage direkt ins Meer. Die Entsorgung des Mülls von Malé übernimmt die Waste Management Section, die den Müll auf die künstliche Insel Thilafushi bringt, wo er zum Verfüllen und damit zur Landgewinnung verwendet wird.

### Malé International Airport

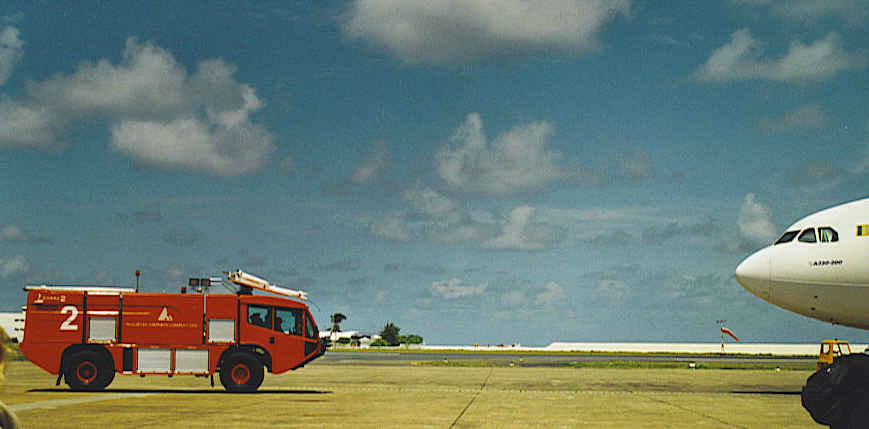
Der Flughafen von Malé

Die Insel Hulhulé, auf der sich heute der Malé International Airport (IATA: MLE, ICAO: VRMM) befindet, war einst eine dicht bewaldete Insel. Diese wurde mit einer zweiten verbunden, worauf man 1966 die Flughafenpiste fertigstellte. In den letzten Jahren plante man Land für eine weitere Landebahn aufzuschütten. Hulhulé ist rund 1,5 Kilometer von Malé entfernt.

## Sehenswürdigkeiten
- Die alte Freitagsmoschee Hukuru Miskiiy, die älteste der erhaltenen Korallenstein-Moscheen auf den Malediven, wurde von Sultan Ibrahim Iskandar I. in der Mitte des 17. Jahrhunderts an der Stelle der 1153 errichteten ersten Moschee der Malediven erbaut.
- Die 1815 errichtete Eid-Moschee ist die jüngste der Korallenstein-Moscheen.
- Das 1984 eröffnete Islamische Zentrum mit seiner goldenen Kuppel überragt das Stadtbild von Malé.

## Klimatabelle
|                       | Jan   | Feb  | Mär  | Apr   | Mai   | Jun   | Jul   | Aug   | Sep   | Okt   | Nov   | Dez   |   |         |
| Mittl. Tagesmax. (°C) | 30,3  | 30,7 | 31,4 | 31,6  | 31,2  | 30,6  | 30,5  | 30,4  | 30,2  | 30,2  | 30,1  | 30,1  | ⌀ | 30,6    |
| Mittl. Tagesmin. (°C) | 25,7  | 25,9 | 26,4 | 26,8  | 26,3  | 26,0  | 25,8  | 25,5  | 25,3  | 25,4  | 25,2  | 25,4  | ⌀ | 25,8    |
|                       |       |      |      |       |       |       |       |       |       |       |       |       |   |         |
| Niederschlag (mm)     | 114,2 | 38,1 | 73,9 | 122,5 | 218,9 | 167,3 | 149,9 | 175,5 | 199,0 | 194,2 | 231,1 | 216,8 | Σ | 1.901,4 |
|                       |       |      |      |       |       |       |       |       |       |       |       |       |   |         |
| Sonnenstunden (h/d)   | 8,0   | 9,1  | 9,0  | 8,2   | 7,2   | 6,7   | 7,3   | 6,8   | 6,7   | 7,6   | 7,5   | 7,1   | ⌀ | 7,6     |
|                       |       |      |      |       |       |       |       |       |       |       |       |       |   |         |
| Regentage (d)         | 6     | 3    | 5    | 9     | 15    | 13    | 12    | 13    | 15    | 15    | 13    | 12    | Σ | 131     |
|                       |       |      |      |       |       |       |       |       |       |       |       |       |   |         |
| Wassertemperatur (°C) | 27    | 27   | 28   | 29    | 29    | 28    | 28    | 27    | 27    | 28    | 28    | 27    | ⌀ | 27,8    |
|                       |       |      |      |       |       |       |       |       |       |       |       |       |   |         |
| Luftfeuchtigkeit (%)  | 77    | 77   | 76   | 79    | 81    | 80    | 80    | 80    | 81    | 83    | 82    | 81    | ⌀ | 79,8    |

| 25,7 |

| 25,9 |

| 26,4 |

| 26,8 |

| 26,3 |

| 26,0 |

| 25,8 |

| 25,5 |

| 25,3 |

| 25,4 |

| 25,2 |

| 25,4 |

| 25,7 |

| 25,9 |

| 26,4 |

| 26,8 |

| 26,3 |

| 26,0 |

| 25,8 |

| 25,5 |

| 25,3 |

| 25,4 |

| 25,2 |

| 25,4 |

## Söhne und Töchter der Stadt
- Mohammed Waheed Hassan (* 1953), Politiker und von 2012 bis 2013 Präsident der Republik Malediven
- Abdulla Yameen (* 1959), Politiker und von 2013 bis 2018 Präsident der Malediven
- Mohamed Nasheed (* 1967), Politiker und Umweltschützer, war von 2008 bis 2012 der erste demokratische Präsident der Malediven
- Mohamed Muizzu (* 1978), Politiker
- Ali Ashfaq (* 1985), Fußballspieler und Nationalspieler für die Malediven
- Afa Ismail (* 1993), Leichtathletin